# Park Krajobrazowy Zawadów
Park Krajobrazowy "Zawadów" (ukr.: Лісовий заказник "Завадівський" ) – obszar chroniony o zasięgu lokalnym (ukr.: заказник - zakaźnik) na Ukrainie, w rejonie jaworowskim, założony w 1984 r. na powierzchni 3561 ha. Leży na obszarze Roztocza Wschodniego o urozmaiconej, pagórkowatej rzeźbie z lessowymi wąwozami. Pokryty jest lasami liściastymi bukowo-dębowymi z domieszką lipy, sosny i modrzewia. Występują tu: barwinek pospolity, miodunka lekarska oraz kopytnik europejski.